# Daniela Rațiu
Daniela Rațiu (n. Brânzan, 14 septembrie 1988, în Slatina) este o handbalistă română care joacă pentru echipa CSM Târgu Jiu pe postul de pivot. Rațiu este și componentă a echipei naționale a României.

## Biografie
Daniela Rațiu a început să joace handbal la Liceul cu Profil Sportiv din Slatina, iar în 2007 a ajuns la echipa de senioare a „U” Jolidon Cluj. A jucat patru sezoane la Cluj și a câștigat două medalii de argint în Liga Națională, în 2010 și 2011. În 2011, Rațiu s-a transferat la Corona Brașov, alături de care a câștigat încă o medalie de argint în campionatul intern, în 2014. Din 2016 până în decembrie 2021 a jucat la CS Gloria 2018 Bistrița-Năsăud. În decembrie 2021 s-a transferat la Rapid București, iar în vara lui 2022 s-a transferat la CSM Târgu Jiu.
În 2018, Rațiu a fost convocată la echipa națională a României pentru a participa la ediția din acel an a Trofeului Carpați și a fost inclusă în selecționata care a participat la Campionatul European din Franța. 

## Palmares
Echipa națională
- Campionatul European pentru Junioare:
  -  Medalie de argint: 2005

- Campionatul European pentru Tineret:
  -  Medalie de bronz: 2007

- Campionatul Mondial Universitar:
  -  Medalie de argint: 2010

Echipa de club
- Liga Campionilor:
  - Calificări: 2011

- Cupa Cupelor:
  - Sfertfinalistă: 2008
  - Turul 3: 2014

- Cupa EHF:
  - Semifinalistă: 2016
  - Sfertfinalistă: 2020
  - Optimi de finală: 2015
  - Turul 3: 2011

- Liga Națională:
  -  Locul 1: 2022
  -  Locul 2: 2010, 2011, 2014
  -  Locul 3: 2015, 2016, 2019

- Cupa României:
  -  Finalistă: 2013
  -  Medalie de bronz: 2017
  - Semifinalistă: 2014

- Supercupa României:
  -  Medalie de bronz: 2011

## Statistică goluri și pase de gol
Conform Federației Române de Handbal, Federației Europene de Handbal și Federației Internaționale de Handbal:
| Sezon                                               | Echipă | Goluri |
| --------------------------------------------------- | ------ | ------ |
|                                                     |        |        |
| 2012-13                                             |        |        |
| Corona Brașov                                       | 26     |        |
|                                                     |        |        |
| 2013-14                                             |        |        |
| Corona Brașov                                       | 22     |        |
|                                                     |        |        |
| 2014-15                                             |        |        |
| Corona Brașov                                       | 14     |        |
|                                                     |        |        |
| 2015-16                                             |        |        |
| Corona Brașov                                       | 39     |        |
|                                                     |        |        |
| 2016-17                                             |        |        |
| CSM Bistrița                                        | 66     |        |
|                                                     |        |        |
| 2017-18                                             |        |        |
| CSM Bistrița                                        | 76     |        |
|                                                     |        |        |
| 2018-19                                             |        |        |
| CS Gloria 2018 Bistrița-Năsăud                      | 47     |        |
|                                                     |        |        |
| 2019-20                                             |        |        |
| CS Gloria 2018 Bistrița-Năsăud                      | 33     |        |
|                                                     |        |        |
| 2020-21                                             |        |        |
| CS Gloria 2018 Bistrița-Năsăud                      | 54     |        |
|                                                     |        |        |
| 2021-22                                             |        |        |
| CS Gloria 2018 Bistrița-Năsăud / CS Rapid București | 1 / 4  |        |

| Sezon                          | Echipă | Goluri |
| ------------------------------ | ------ | ------ |
|                                |        |        |
| 2012-13                        |        |        |
| Corona Brașov                  |        |        |
|                                |        |        |
| 2013-14                        |        |        |
| Corona Brașov                  |        |        |
|                                |        |        |
| 2014-15                        |        |        |
| Corona Brașov                  | 1      |        |
|                                |        |        |
| 2015-16                        |        |        |
| Corona Brașov                  | 1      |        |
|                                |        |        |
| 2016-17                        |        |        |
| CSM Bistrița                   | 16     |        |
|                                |        |        |
| 2017-18                        |        |        |
| CSM Bistrița                   | 7      |        |
|                                |        |        |
| 2018-19                        |        |        |
| CS Gloria 2018 Bistrița-Năsăud | 4      |        |
|                                |        |        |
| 2019-20                        |        |        |
| CS Gloria 2018 Bistrița-Năsăud | 2      |        |
|                                |        |        |
| 2021-22                        |        |        |
| CS Rapid București             | 2      |        |

| Sezon            | Echipă | Goluri |
| ---------------- | ------ | ------ |
|                  |        |        |
| 2010-11          |        |        |
| „U” Jolidon Cluj |        |        |

| Ediția           | Echipă | Goluri | Pase de gol |
| ---------------- | ------ | ------ | ----------- |
|                  |        |        |             |
| Austria 2005     |        |        |             |
| România junioare | 4      | 2      |             |

| Ediția          | Echipă | Goluri | Pase de gol |
| --------------- | ------ | ------ | ----------- |
|                 |        |        |             |
| Turcia 2007     |        |        |             |
| România tineret | 14     | 6      |             |

| Ediția          | Echipă | Goluri | Pase de gol |
| --------------- | ------ | ------ | ----------- |
|                 |        |        |             |
| Macedonia 2008  |        |        |             |
| România tineret | 13     | 9      |             |

| Ediția       | Echipă | Goluri | Pase de gol |
| ------------ | ------ | ------ | ----------- |
|              |        |        |             |
| Ungaria 2010 |        |        |             |
| România      | 23     |        |             |

| Ediția      | Echipă | Goluri | Pase de gol |
| ----------- | ------ | ------ | ----------- |
|             |        |        |             |
| Franța 2018 |        |        |             |
| România     | -      | -      |             |

| Sezon                | Echipă | Goluri |
| -------------------- | ------ | ------ |
|                      |        |        |
| 2010-11 (Calificări) |        |        |
| „U” Jolidon Cluj     | -      |        |

| Sezon            | Echipă | Goluri |
| ---------------- | ------ | ------ |
|                  |        |        |
| 2007-08          |        |        |
| „U” Jolidon Cluj | 2      |        |
|                  |        |        |
| 2013-14          |        |        |
| Corona Brașov    | 1      |        |

| Sezon                          | Echipă | Goluri |
| ------------------------------ | ------ | ------ |
|                                |        |        |
| 2010-11                        |        |        |
| „U” Jolidon Cluj               | 4      |        |
|                                |        |        |
| 2014-15                        |        |        |
| Corona Brașov                  | 5      |        |
|                                |        |        |
| 2015-16                        |        |        |
| Corona Brașov                  | 5      |        |
|                                |        |        |
| 2019-20                        |        |        |
| CS Gloria 2018 Bistrița-Năsăud | 28     |        |